# Sebastian Langkamp
Sebastian Langkamp est un footballeur allemand né le 15 janvier 1988 à Spire qui évolue au poste de défenseur central à Perth Glory.

## Biographie
Le 8 janvier 2021, libre de tout contrat, il s'engage pour deux ans en faveur du club australien du club australien de Perth Glory.

## Palmarès
Vierge